# كلية الحقوق (جامعة سوهاج)
كلية الحقوق جامعة سوهاج هي كلية حكومية مصرية اُنشئت بالقرار الوزاري رقم 415 لسنة 2014، وقد بدأت الدراسة بالفرقة الأولي في العام الجامعي 2015- 2016 وتخرجت الدفعة الأولى لكلية الحقوق في 26 أغسطس 2019.

## مبني الكلية
يوجد مبنى كلية الحقوق بحرم الجامعة الجديد بمدينة سوهاج الجديدة علي مساحة 5000 م2 ويتكون من بدروم ودور أرضي و4 أدوار متكرره بتكلفة إنشائية 106.9 مليون جنيه.

## أقسام الكلية
- القانون المدني: يشمل تخصصات القانون المدني، الأحوال الشخصية لغير المسلمين، علاقات العمل والتأمينات الإجتماعية.
- القانون الجنائي: يشمل تخصصات قانون العقوبات والإجراءات الجنائية، وعلم الإجرام، وعلم العقاب.
- القانون التجاري: يشمل تخصصات القانون التجاري، القانون البحري، والجوي.
- القانون الدولي العام: ويشمل تخصصات القانون الدولي العام والمنظمات الدولية، والقانون الدولي لحقوق الإنسان.
- القانون الدولي الخاص: ويشمل التخصصات الجنسية ومركز الأجانب، وتنازع القوانين والإختصاص القضائي الدولي، التحكيم الدولي الخاص، العقود الدولية.
- القانون العام: ويشمل تخصصات القانون الدستوري والنظم السياسية، والقانون الإداري، والقضاء الإداري، والإدارة العامة.
- فلسفة القانون وتاريخه: ويشمل تخصصات تاريخ النظم القانونية والإجتماعية، فلسفة القانون.
- الاقتصاد والمالية العامة:ويشمل تخصصات الأقتصاد الكلي والجزئي، النقود والبنوك، العلاقات الدولية والتجارية، المالية العامة والتشريع الضريبي.
- مقترح دمج جميع الأقسام في قسم واحد حتى يكون الخريجين على مستوى عالي من علم القانون بكافة انواعه مما يخدم الممارس والمجتمع

## أهداف الكلية
- تزويد الطلاب بالمعارف والنظريات الأساسية والمتقدمة في مختلف مجالات القانون العام والخاص ومصادره المتنوعة.
- تمكين الطلاب من تطوير مهاراتهم الذهنية والعملية، وتطوير قدراتهم على التعليم.
- إنشاء وتعزيز الجانب المهنى التطبيقى للعلوم القانونية النظرية عند الطلاب، وبناء ثقتهم الذاتية وقدراتهم على حل المشكلات والقضايا.
- تطوير القدرات والمهارات الخاصة بالمرافعات وإجراءات التقاضى وسائر متطلبات ميدان العمل القانونى لدى الدراسين والباحثين.
- تمكين الطلاب من إجراء البحوث القانونية، وأوراق العمل والمقالات بمستوى الليسانس والدراسات العليا وفق منهجية  علمية سليمة، والتعامل مع مصادر المعرفة القانونية.
- تمكين الطلاب من مهارات العمل المختلفة وإجادة استخدامها لرفع كفاءة أدائه الشخصى والمؤسسي.
- رفع قدرات الطلاب في التفكير المنطقى والنقد والجدل في المناقشات القانونية، والاجتهاد واختيار الحل المنطقى الملائم من بين الحلول البديلة.
- غرس قيم وأخلاقيات مهنة العمل القانونى والقضائى لدى الطلاب.
- مقترح دمج جميع الأقسام في قسم واحد حتى يكون الخريجين على مستوى عالي من علم القانون بكافة انواعه مما يخدم الممارس والمجتمع